# PTC Pabianice
Pabianickie Towarzystwo Cyklistów w Pabianicach – klub sportowy w Pabianicach występujący w sezonie 2024/2025 w klasie A, gr. Łódź II. Klub należy do najstarszych w Polsce – został założony 26 maja 1906 roku, a sekcja piłki nożnej działała już w 1909 roku. Obecnie w klubie prowadzone są sekcje: zapasów, piłki nożnej, szachów, brydża sportowego, podnoszenia ciężarów i ponownie od 2017 r. sekcja kolarska. Najwyższym osiągnięciem sekcji piłkarskiej był awans do II ligi w 1948 roku. 
W drużynie grali m.in.: Paweł Kowalski, Marcin Komorowski i Zdzisław Leszczyński.